# 19 октомври
19 октомври е 292-рият ден в годината според григорианския календар (293-ти през високосна). Остават 73 дни до края на годината.

## Събития
- 202 г. пр.н.е. – Втора пуническа война: В Битката при Зама легионите на римския главнокомандващ Сципион Африкански разбиват нахлуващата картагенска армия, предвождана от Ханибал.
- 439 г. – Вандалите, водени от крал Гейзерик, превземат Картаген в Северна Африка.
- 1469 г. – Фердинанд II Арагонски и Исабела Кастилска сключват брак, който прокарва път към обединението на Арагон и Кастилия в една държава – Испания.
- 1781 г. – При Обсадата на Йорктаун, представители на британския командир лорд Корнуолис предават меча му и формално се предават на Джордж Вашингтон и граф дьо Рошамбо.
- 1812 г. – Наполеон I с френската армия се оттегля от Москва.
- 1813 г. – Приключва Битката при Лайпциг, в която Наполеон Бонапарт претърпява едно от най-лошите си поражения.
- 1903 г. – В Княжество България се произвеждат избори за XIII обикновено народно събрание, спечелени от управляващата Народнолиберална партия. На изборите гласуват 41% от избирателите.
- 1912 г. – Балканска война: Бой при Еласона – първият сблъсък между армиите на Гърция и Османската империя в хода на Балканската война.
- 1918 г. – Създадена е Автономната съветска социалистическа република на немците от Поволжието, просъществувала до 1941 г.
- 1925 г. – Започва гръцко-българския пограничен конфликт останал в историята с името Петрички инцидент.
- 1943 г. – Изследователи в Рутгерския университет изолират първия антибиотик против туберкулозата – стрептомицин.
- 1960 г. – Държавният департамент на САЩ налага ембарго на доставките за комунистическа Куба с изключение на храни и лекарства.
- 1986 г. – Президентът на Мозамбик Самора Машел и други 33 пътници загиват при катастрофа на самолет Ту-134 в планините на Мозамбик.
- 1987 г. – Черния понеделник: настъпва борсов срив, когато промишленият индекс „Дау Джоун“с пада с 22%.
- 1987 г. – В отговор на атаките на Иран срещу кораби в Персийския залив, Военноморските сили на САЩ изваждат от строя две ирански петролни платформи.
- 1988 г. – Самолетът при полет 113 на „Индиан Еърлайнс“ се разбива при последния си заход към летището в Ахмедабад и убива 133 от 135-те души на борда.
- 1991 г. – Земетресение с магнитуд 7 по Скалата на Рихтер удря Северна Италия – загиват 2000 души.
- 1993 г. – започват предварителни разговори между Виетнам и Китай за уреждане на акваториалния диспут за Тонкинския залив.
- 1995 г. – Състои се премиерата на индийския игрален филм Любовникът ще отведе булката.
- 2007 г. – Ратифицирана и приета е сегашната Конституция на Черна гора.

## Родени
- 1433 г. – Марсилио Фичино, италиански философ († 1499 г.)
- 1819 г. – Иван Момчилов, български просветител († 1869 г.)
- 1858 г. – Ваклин Церковски, български лекар († 1917 г.)
- 1858 г. – Жорж Албер Буланже, британски зоолог († 1937 г.)
- 1862 г. – Огюст Люмиер, френски изобретател († 1954 г.)
- 1874 г. – Лука Групчев, български революционер († 1947 г.)
- 1882 г. – Умберто Бочони, италиански художник († 1916 г.)
- 1890 г. – Цветан Каролев, български оперен певец († 1960 г.)
- 1897 г. – Владо Черноземски, български революционер († 1934 г.)
- 1897 г. – Педро Льоренте, испански треньор († ? г.)
- 1899 г. – Мигел Анхел Астуриас, гватемалски писател, Нобелов лауреат († 1974 г.)
- 1910 г. – Субраманиан Чандрасекар, индийски физик, Нобелов лауреат († 1995 г.)
- 1913 г. – Винисиус ди Морайс, бразилски писател († 1980 г.)
- 1916 г. – Жан Досе, френски имунолог Нобелов лауреат († 2009 г.)
- 1920 г. – Костадин Шопов, български волейболист († 2006 г.)
- 1921 г. – Гунар Нордал, шведски футболист († 1995 г.)
- 1924 г. – Лубомир Щроугал, чехословашки политик († 2023 г.)
- 1929 г. – Михаил Симонов, руски авиоконструктор († 1978 г.)
- 1931 г. – Маноло Ескобар, испански певец († 2013 г.)
- 1931 г. – Веселина Цанкова, писателка († 2014 г.)
- 1936 г. – Васил Гюзелев, български историк
- 1938 г. – Петър Иванов, български учен
- 1945 г. – Джон Хътчисън, канадски изобретател
- 1946 г. – Иван Димитров, български дипломат
- 1946 г. – Филип Пулман, английски писател
- 1947 г. – Николай Добрев, български политик († 1999 г.)
- 1950 г. – Петко Христов, български католически духовник
- 1955 г. – Олег Ковачев, български актьор
- 1958 г. – Маргарита Карамитева, българска актриса
- 1960 г. – Беате Ериксен, норвежка актриса
- 1962 г. – Ивендър Холифийлд, американски боксьор
- 1964 г. – Анес Жауи, френска актриса
- 1966 г. – Джон Фавро, американски актьор и режисьор
- 1968 г. – Светослав Танев, български актьор
- 1975 г. – Захари Димитров, български футболист
- 1977 г. – Димитър Аврамов, български политик и икономист
- 1978 г. – Веселин Иванов, български волейболист
- 1978 г. – Енрике Бернолди, бразилски автомобилен състезател
- 1981 г. – Хейки Ковалайнен, финландски пилот от Формула 1

## Починали
- 993 г. – Конрад III, крал на Горна Бургундия (* ок. 925 г.)
- 1216 г. – Джон Безземни, крал на Англия (* 1166 г.)
- 1587 г. – Франческо I Медичи, велик херцог на Тоскана (* 1541 г.)
- 1678 г. – Самуел ван Хоогстратен, холандски художник (* 1627 г.)
- 1745 г. – Джонатан Суифт, британски и ирландски писател (* 1667 г.)
- 1810 г. – Жан-Жорж Новер, френски балетист и хореограф, реформатор в балета (* 1727 г.)
- 1813 г. – Йозеф Понятовски, полски княз, маршал на Франция (* 1763 г.)
- 1851 г. – Мари Терез Шарлот, френска принцеса (* 1778 г.)
- 1870 г. – Имре Фривалдски, унгарски ботаник (* 1799 г.)
- 1889 г. – Луиш I, крал на Португалия (* 1838 г.)
- 1890 г. – Ричард Франсис Бъртън, британски пътешественик, изследовател, преводач (* 1821 г.)
- 1900 г. – Александър Хаджипанов, български революционер (* 1875 г.)
- 1903 г. – Апостол Маргарит, арумънски просветител (* 1832 г.)
- 1912 г. – Христо Топракчиев, български авиатор (* 1887 г.)
- 1912 г. – Юлиус Маги, швейцарски предприемач и индустриалец (* 1846 г.)
- 1917 г. – Христо Бърдаров, български офицер (* 1891 г.)
- 1929 г. – Александру Давила, румънски драматург (* 1862 г.)
- 1931 г. – Стефан Панаретов, български учен и дипломат (* 1853 г.)
- 1936 г. – Лю Сюн, китайски писател (* 1881 г.)
- 1937 г. – Ърнест Ръдърфорд, новозеландски физик, Нобелов лауреат (* 1871 г.)
- 1943 г. – Камий Клодел, френска скулпторка (* 1864 г.)
- 1964 г. – Сергей Бирюзов, съветски маршал (* 1904 г.)
- 1967 г. – Асен Йорданов, български авиоинженер (* 1896 г.)
- 1970 г. – Ласаро Карденас, президент на Мексико (* 1895 г.)
- 1974 г. – Борис Спиров, български политик (* 1897 г.)
- 1984 г. – Анри Мишо, френски поет (* 1899 г.)
- 1995 г. – Дон Чери, американски тромпетист (* 1936 г.)
- 2002 г. – Николай Рукавишников, съветски космонавт (* 1923 г.)
- 2003 г. – Алия Изетбегович, президент на Босна и Херцеговина (* 1925 г.)
- 2007 г. – Ян Волкерс, холандски писател (* 1925 г.)

## Празници
- Национален ден на благотворителността
- Ден на българо-унгарското приятелство
- Българска православна църква –  Ден на свети Иван Рилски
- България – Ден на българския лекар
- Международен ден за борба с рака на гърдата (от 2013 г.)